# Terminal Link
El Terminal Link (anteriormente Link Train) es un transportador de personas automatizado (APM) en el Aeropuerto Internacional Toronto Pearson en Mississauga, Ontario, Canadá. El tren es accesible para sillas de ruedas y funciona las 24 horas del día, los siete días de la semana y es completamente gratuito para viajar. En 2012, transportó 17.000 pasajeros diarios, de los cuales entre el 60 y el 70 % eran personal del aeropuerto.

## Historia
La propuesta original para un sistema automatizado de transporte de personas en el Aeropuerto Pearson se presentó en mayo de 2002. Seis meses después, el 15 de noviembre de 2002, se firmó un contrato de $55 millones con DCC Doppelmayr Cable Car GmbH de Wolfurt, Austria, seguido de cuatro años de construcción, y el sistema se abrió al público el 6 de julio de 2006. El servicio operó inicialmente junto con su predecesor, el sistema de autobús lanzadera Link.
El sistema costó $150 millones.

## Estaciones y operación
Las dos líneas completamente elevadas, que corren una al lado de la otra, tienen 1.5 kilómetros de largo y tienen un tiempo de viaje de ida de cuatro minutos. Sirven tres estaciones:
- Terminal 1
- Terminal 3
- Viscount

Ambas líneas operan de forma independiente con una capacidad total de hasta 2180 pphpd. Los trenes circulan sobre neumáticos de goma sobre una superficie lisa de acero y toda la propulsión la proporciona el cable. La ausencia de motores, sistemas de frenado y cajas de cambios a bordo elimina el ruido excesivo, los derrames de aceite de los trenes y el polvo de los frenos. Doppelmayr afirma que un APM accionado por cable es la solución más responsable con el medio ambiente para el transporte en aplicaciones de alta densidad.
| Longitud               | 1473 metros                                                        |
| Configuración          | Vías de doble vía con dos trenes que operan de forma independiente |
| Velocidad de operación | 23.3 km/h                                                          |
| Progreso               | 250 s                                                              |
| Tiempo de permanencia  | 36 s                                                               |
| Guía                   | Armadura de tubo de acero elevada                                  |
| Capacidad del sistema  | 2,500 pphpd                                                        |
| Estaciones             | 3                                                                  |
| Trenes                 | Dos trenes de 7 coches                                             |
| Capacidad del tren     | 25 pasajeros/vehículo, 175 pasajeros/tren                          |

## Diseño y material rodante
El Terminal Link utiliza un par de trenes Cable Liner. Utilizan un sistema de tracción, tracción y tracción por cable. Cada tren tiene capacidad para 175 pasajeros con equipaje (25 por vagón: 17 de pie, 8 sentados) o 2500 pasajeros por hora por sentido.
- Conjunto formado por coches: 1.1 + 1.2 + 1.3 + 1.4 + 1.5 + 1.6 + 1.7
- Conjunto formado por coches: 2.1 + 2.2 + 2.3 + 2.4 + 2.5 + 2.6 + 2.7

Los dos trenes, más un vagón de trabajo pequeño, costaron un total de 56 millones de dólares canadienses cuando se entregaron. Fueron renovados en 2013 y recibieron un nuevo esquema de pintura, nuevos asientos y un séptimo vagón.

## Conexiones
El servicio de enlace ferroviario del Union Pearson Express entre el aeropuerto Pearson y Union Station en el centro de Toronto se inauguró el 6 de junio de 2015, a tiempo para los Juegos Panamericanos de 2015.
Varios servicios de autobuses de transporte público tienen una parada en el nivel inferior de la Terminal 1; estos incluyen al Comité de Tránsito de Toronto (TTC), MiWay, Brampton Transit y GO Transit. El TTC tiene una parada adicional en el nivel inferior de la Terminal 3, servida después de salir de la Terminal 1.
Como se propuso originalmente, la Línea 5 Eglinton debía conectar el Aeropuerto con Scarborough para 2018 como parte del plan Transit City. Sin embargo, cuando en enero de 2010 se descubrió que las cuatro líneas de Transit City superaban en $2.400 millones en su dotación de financiación, se aplazaron partes de la red, incluida la sección occidental de Eglinton LRT. Una futura extensión podría eventualmente llegar al aeropuerto, completando la línea según lo previsto. A partir de 2020, la planificación para la extensión occidental está en marcha y Metrolinx espera completar la línea para 2030-2031.

## Interrupciones
El 30 de marzo de 2009, el Terminal Link quedó fuera de servicio debido a fallas en el diseño de ingeniería debido a un extenso mantenimiento. Durante este tiempo, el servicio fue reemplazado por un autobús entre terminales contratado por Penetang-Midland Coach Lines. El servicio normal se reanudó en julio de 2009.
El 16 de marzo de 2013, Link Train se cerró durante aproximadamente ocho meses durante la construcción del Union Pearson Express. Los trenes fueron renovados durante este tiempo y recibieron un séptimo vagón, nuevos asientos y un nuevo esquema de pintura.